# Oldsmobile Aurora
Oldsmobile Aurora — повнорозмірний седан, виготовлений Oldsmobile з 1994 по 2003 рік. Він був виготовлений у двох поколіннях: перший був розкішним спортивним седаном, який, поряд з Buick Riviera, побудований на платформі G-Body, що походить від Cadillac. Друге покоління було більш звичайним автомобілем повного розміру, оскільки Aurora тепер була єдиним пропонованим для компанії пропозицією, а платформа G-Body поширилася на всі повнорозмірні моделі GM.
Aurora стала висококласним спортивним седаном, пропонованим Oldsmobile, що працює на чотирьох кулачковому 32-клапанному 4,0 л V8, що витіснив купе Oldsmobile Toronado і, урешті-решт, Oldsmobile 98 та 88, в лінійці. Aurora запропонувала як версію V8, так і V6 в 2001 і 2002 роках, але повернулася до V8 лише у 2003 році. Вона оснащена чотириступінчастою автоматичною коробкою передач зі зміною алгоритму роботи. Жодна ручна коробка передач ніколи не пропонувалася на Aurora.

## Перше покоління (1995–1999)

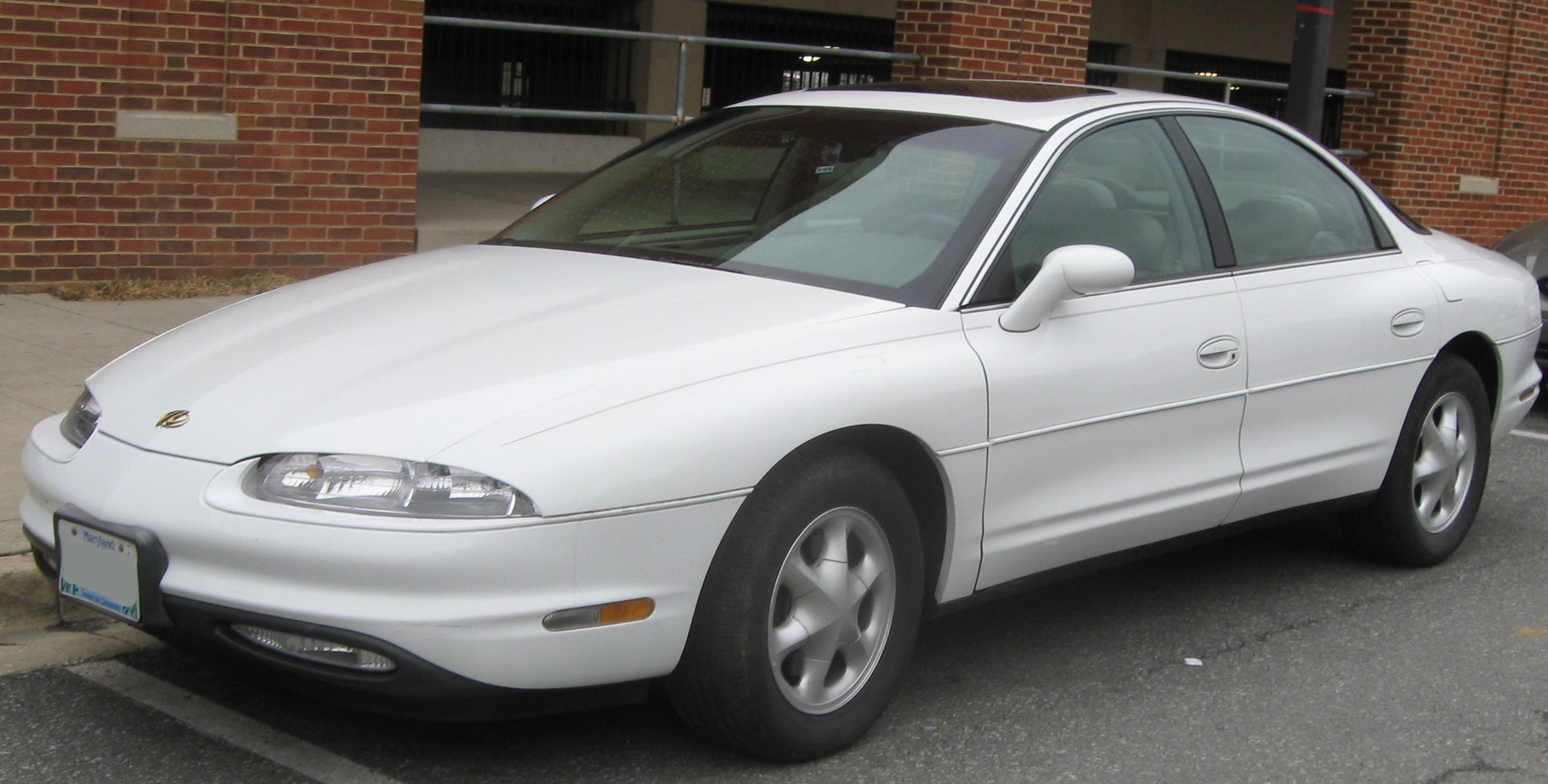
Oldsmobile Aurora 1

- 4.0 L L47 V8

## Друге покоління (2001–2003)

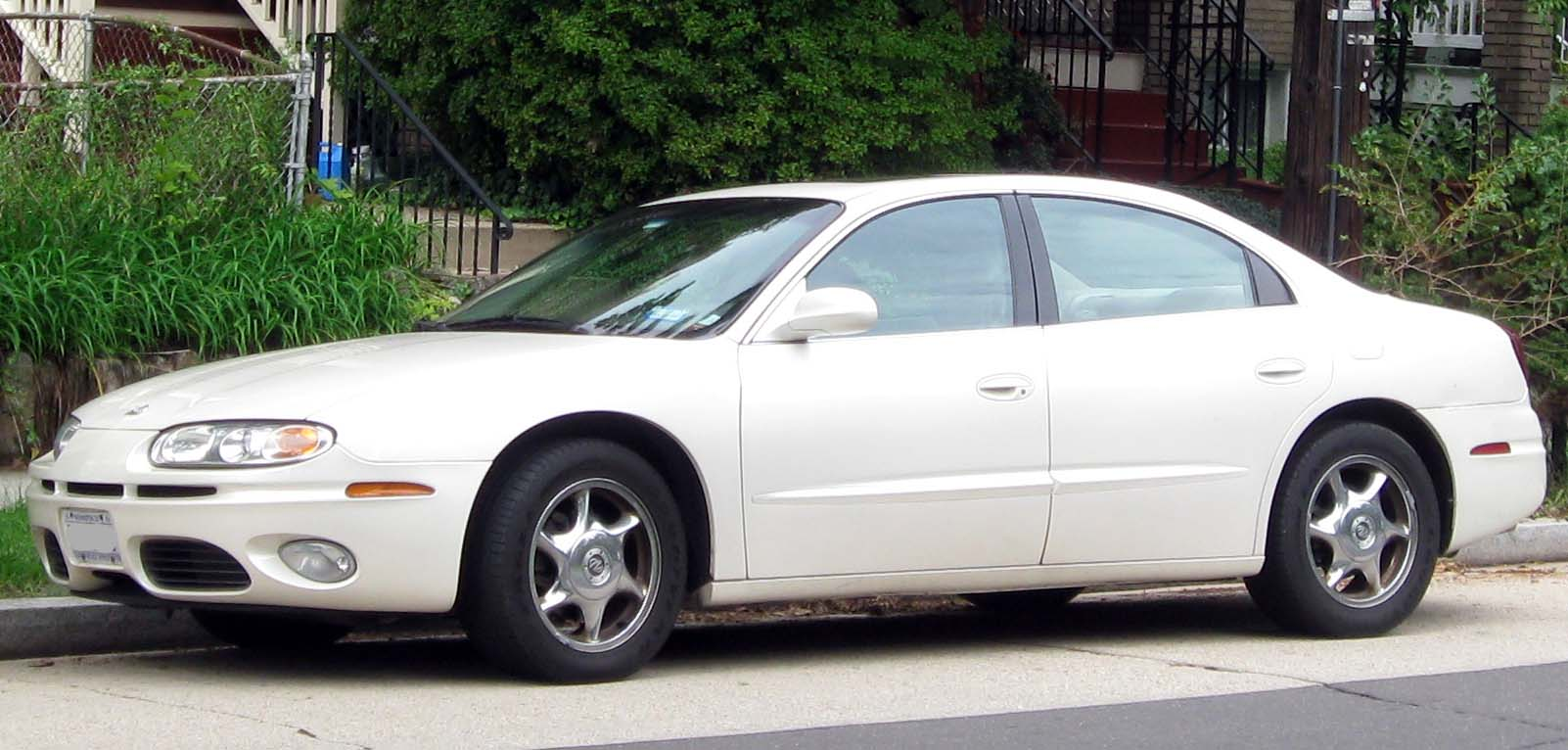
Oldsmobile Aurora 2

- 3.5 L LX5 V6
- 4.0 L L47 V8

## Виробництво
| Рік                | Авто    |
| ------------------ | ------- |
| 1995               | 45,677  |
| 1996               | 22,349  |
| 1997               | 25,579  |
| 1998               | 23,955  |
| 1999               | 18,729  |
| 2001               | 53,640  |
| 2002               | 10,865  |
| 2003               | 7,217   |
| Всього 1 покоління | 136,289 |
| Всього 2 покоління | 71,722  |
| Разом              | 208,011 |